# Michel Balard
Michel Balard (ur. w 1936 w Sucy-en-Brie we Francji) – francuski historyk mediewista i bizantynolog.

## Życiorys
Absolwent École pratique des hautes études (IV e section). Obronił pracę doktorską w roku 1976. W swoich badaniach skupia się przede wszystkim na kolonizacji łacińskiej na Wschodzie XI-XV wieku. Jego badania dotyczą handlu, politycznych i kulturalnych relacji we wschodniej części Morza Śródziemnego (Ziemia Święta, Cypr, Syria), Azji Środkowej (imperium mongolskie). Obecnie jest emerytowanym profesorem na Uniwersytecie Paryskim Université de Paris I.

## Wybrane prace
- Gênes et l'Outre-Mer, t.1: Les actes de Caffa du notaire Lamberto di Sambuceto, 1289-1290, Paris 1973.
- La Romanie génoise (XII°-début du XVe siècle), Paris 1976.
- Gênes et l'Outre-Mer, t.2: Les actes de Kilia du notaire Antonio di Ponzo, 1360, Paris 1980.
- Autour de la Première Croisade, Paris 1996.
- Croisades et Orient latin XI°-XIVe siècle, Paris 2001.
- (współautor) Le Moyen Age en Occident, Paris 2003.

## Prace w języku polskim
- Wyprawy krzyżowe i łaciński Wschód XI-XIV w., przeł. M. Witkowski, Warszawa 2005.
- Łaciński Wschód XI-XV wiek, przeł. Waldemar Ceran, Kraków 2010[1].
- Genueńczycy w Cesarstwie Bizantyńskim, przeł. Rafał Korczak, "Przegląd Nauk Historycznych" 10 (2011), z. 2, s. 53-66.
- Posiadłości łacinników w Bizancjum [w:] Bizancjum i jego sąsiedzi 1204-1453, pod red. Angeliki Laiou, Cécile Morisson, przeł. Andrzej Graboń, Kraków: Wydawnictwo WAM 2013, s. 439-468.
- Ludzie Zachodu na Morzu Egejskim i Bałkanach (1300–1400) [w:] Bizancjum 1024-1492, t. 2, red. Jonathan Shepard, przeł. Jolanta Kozłowska, Robert Piotrowski, Warszawa: Wydawnictwo Akademickie Dialog 2015, s. 309-324.